# Folk, Lied, Song – Nachwuchs Festival '80
Folk, Lied, Song – Nachwuchs Festival Pop '80 este un disc colectiv apărut în anul 1981 în Germania de Vest, realizat de Deutsche Phono Akademie și editat la casa de discuri CBS. Materialul conține piese în stil rock progresiv. Pe acest disc a apărut și piesa „Stars Dance” a formației Transsylvania Phoenix, avându-l ca textier pe Nicolae Covaci Haase (numele soției sale, pe care l-a preluat după căsătorie). Pe albumul Transsylvania din 1981, ca autor al versurilor apare însă Florin (Moni) Bordeianu. În fotografiile de pe coperta spate a acestui disc compilație apar: Mani Neumann, Ovidiu Lipan, Tom Buggie, Nicu Covaci, Sabin Dumbrăveanu și Ivan Kopilović.

## Piese
Fața A:
1. Peter Ludwig și Anja Lechner – Kieselsteine (Peter Ludwig / Peter Ludwig)
2. Transsylvania Phoenix – Stars Dance (Covaci-Haase / Covaci-Haase)
3. Andrea Bögel – Flieg, Vogel, flieg (V. Müller / V. Müller)
4. Bireli Lagrene Ensemble – Bireli Swing (Bireli Lagrene)
5. Fundevogel – Bahnhofstraße (Bernd Röttgers / Bernd Röttgers)
6. Buntschuh – Schustertanz (traducere și reorchestrare: Buntschuh)

Fața B:
1. Heinz Rudolf Kunze – Bestandsaufnahme (H.R. Kunze / H.R. Kunze)
2. Susanne Folkerts – Ich weiß nicht mehr (Manfred Schmitz / Heinz Kahlau)
3. Anticörper – Geister und Dämonen (Adrian Krull / Adrian Krull)
4. Lutz Müller – Mit dir zu fliegen (Lutz Müller / Lutz Müller)
5. Joachim Balke – Geburtstagslied (Joachim Balke / Joachim Balke)
6. Klaus Oremek – Klavierdeckel zu - Affen tot! (Klaus Oremek / Klaus Oremek)